# Hucho
Genre
Hucho est un genre de poissons de la famille des Salmonidae. Plusieurs des espèces du genre sont appelées saumons, un terme vernaculaire désignant plusieurs salmonidés, au même titre que certaines espèces des genres Salmo et Oncorhynchus.
Le genre comprend des espèces dulçaquicoles, ainsi que des migrateurs anadromes. Il se répartit dans les affluents du Danube, dans les cours d'eau et le long des côtes de l'Eurasie.
Ce sont des animaux carnivores, qui chassent insectes et petits poissons, à la manière des truites. Le genre Hucho héberge des espèces de grande taille, comme le saumon du Danube (un spécimen de 52 kg fut pêché à Kellerberg), le saumon de Sibérie, ou taïmen (Hucho taimen). Ce dernier atteint deux mètres de long pour un poids de 100 kg, ce qui en fait le plus grand des salmonidés.
Les poissons de ce genre sont recherchés pour la pêche sportive, et certaines espèces sont aujourd'hui menacées.

## Liste des espèces
Selon BioLib (2 avril 2024) :
- Hucho bleekeri Kimura, 1934
- Hucho hucho (Linnaeus, 1758), le Huchon
- Hucho ishikawae Mori, 1928
- Hucho taimen (Pallas, 1773), le Saumon de Sibérie, Taimen, ou Taimen de Sibérie

Selon FishBase (29 janv. 2015) :
- Hucho bleekeri
- Hucho hucho
- Hucho ishikawae
- Hucho taimen